# Brzozówka Koronna
Brzozówka Koronna – wieś w Polsce, położona w województwie podlaskim, w powiecie białostockim, w gminie Czarna Białostocka. Leży nad Brzozówką.
| SIMC    | Nazwa        | Rodzaj  |
| ------- | ------------ | ------- |
| 0025371 | Podbrzozówka | kolonia |

W latach 1975–1998 wieś administracyjnie należała do województwa białostockiego.
Wierni kościoła rzymskokatolickiego należą do parafii Niepokalanego Serca Najświętszej Maryi Panny w Marianowie.